# Ruggero Pasquarelli
Ruggero Pasquarelli, né le 10 septembre 1993 à Città Sant'Angelo, est un acteur, chanteur et danseur italien mesurant 1m85. Il est connu pour avoir joué de 2012 à 2015 dans la série Violetta dans le rôle de Federico ainsi que de 2016 à 2018 dans le rôle de Matteo Balsano dans la série Soy Luna, deux productions de Disney Channel. 

## Biographie
Ruggero Pasquarelli est né le 10 septembre 1993 à Pescara, et a grandi dans la ville voisine de Città Sant'Angelo. Dès son plus jeune âge, il commence à prendre des cours de chant, de piano, de guitare et de théâtre. En 2004, il s'inscrit dans une école de chant. Au lycée, il se spécialise dans les arts du spectacle. En 2009, il rejoint le groupe de rock local, 65013, avec lequel il publie quelques chansons et fait quelques concerts, jusqu'en 2010.

## Carrière
En 2010, il participe à la quatrième saison de The X Factor (version italienne) et termine à la 6e place, notamment grâce à sa reprise de A me me piace 'o blues.
Après l'émission, Ruggero s'intéresse aux productions Disney pour d'éventuels futurs rôles. Il jouera le rôle de Tom dans In tour, version italienne de la série espagnole La gira. Il joue ensuite dans Get the Party (it), spin-off de In tour avec Valeria Badalamenti, sa partenaire dans la série.
Son succès prenant de l'ampleur, Ruggero Pasquarelli décroche alors un rôle dans la série Violetta pour jouer Federico, un jeune garçon ambitieux et amoureux de Ludmila Ferro. Il a un rôle récurrent dans la première saison, puis devient un des acteurs principaux les deux saisons suivantes.
Il participe aux tournées Violetta en Vivo en 2013-2014 et Violetta Live en 2015. Il arrêtera la tournée Violetta Live après le dernier concert à Łódź pour se consacrer à des projets personnels, que l'on apprendra plus tard être le tournage de la série Soy Luna.
En 2015, il écrit le livre, Mi Piace, qui sort en Italie, en Pologne et en Argentine[réf. nécessaire].
Entre 2016 et 2018, il joue Matteo, un des rôles principaux de la série Disney Channel, Soy Luna.
Il participe aux 3 tournées Soy Luna En Concierto en 2017, Soy Luna Live et Soy Luna En Vivo en 2018.
Il commence sa carrière de chanteur en sortant trois première chansons, le 21 juin 2019 Probablemente. Suivi par No te voy a vallar le 10 septembre 2019 et Apenas Son Las Doce avec le duo argentin MYA le 18 octobre 2019.
Après avoir renommé son nom de scène RUGGERO, il sort son premier single, Puede le 7 juillet 2020, Bella le 9 septembre 2020 et chante avec le duo Tres Dedos intitulé Por Eso Estoy Aquí sorti le 9 octobre 2020. Le 19 novembre sort la chanson Dos Extraños, suivi de Mil Razones le 17 décembre 2020. Le 1er avril 2021 il sort un featuring, Úsame avec le groupe espagnol Dvicio. Quelques jours avant la sortie de son premier album il sort le single Si Tú No Estás.[réf. nécessaire]
Son premier album éponyme est sorti le 29 avril 2021.[réf. nécessaire]

## Vie privée
Il a été le compagnon de l'actrice argentine Candelaria Molfese, rencontrée sur le tournage de Violetta, durant 6 ans de septembre 2014 à septembre 2020.
Depuis décembre 2020, il est en couple avec le modèle argentin Camila Orsi.[réf. nécessaire]

## Filmographie

### Télévision
- 2010 : X Factor
- 2011 : Social King
- 2011 : Cartoon Magic
- 2011-2012 : In tour
- 2013 : Get the Party
- 2012-2015 : Violetta : Federico Granera
- 2016-2018 : Soy Luna : Matteo Balsano
- 2019 : Argentina, tierra de amor et venganza : Toro
- 2019 : Chueco en linea : Lui-même
- 2019 : Disney Planet News : Miraculous : Planeteada : Adrien / Chat Noir
- 2021 : Soy Luna: El último concierto : Lui-même / Matteo Balsano
- 2024 : Cien años de soledad : Pietro Crespi

### Tournée
- 2013-2014 : Violetta En Vivo
- 2015 : Violetta Live (seulement la première partie européenne)
- 2017 : Soy Luna En Concierto
- 2018 : Soy Luna Live
- 2018 : Soy Luna En Vivo
- 2019 : Nuestro Tour

## Discographie
| Année | Chansons | Album                  |
| ----- | --- | ---------------------- |
| 2010  | A me me piace 'o Blues | X Factor 4 Compilation |
| 2011  | - Accendi il Sole (avec Martina Russomanno et Arianna Costantin) - Elettrica (avec Martina Russomanno et Arianna Costantin) - Una vita per me (avec Martina Russomanno et Arianna Costantin) - Lo Show (avec Martina Russomanno et Arianna Costantin) | In Tour                |
| 2012  | Tienes el talento (avec le cast de Violetta) | Cantar es lo que soy   |
| 2013  | Luz, cámara, acción | Hoy somos más          |
| 2014  | - En gira (avec le cast de Violetta) - Rescata mi corazón - Queen on the dance floor (avec Jorge Blanco, Samuel Nascimento, Facundo Gambandé et Nicolás Garnier) - Friends till the end (avec le cast de Violetta) | Gira mi Canción (it)   |
| 2015  | - Crecimos Juntos (avec le cast de Violetta) - Es mi pasión (avec le cast de Violetta) - Llamame (avec le cast de Violetta) - Más que una amistad (avec Jorge Blanco, Samuel Nascimento, Facundo Gambandé et Nicolás Garnier) - Solo pienso en ti (avec Jorge Blanco, Samuel Nascimento, Facundo Gambandé et Nicolás Garnier) - Mi princesa (avec Jorge Blanco, Samuel Nascimento, Facundo Gambandé et Nicolás Garnier) - Mil vidas atrás (avec Jorge Blanco, Samuel Nascimento, Facundo Gambandé et Nicolás Garnier) | Crecimos Juntos        |
| 2016  | - Prófugos (avec Valentina Zenere) - I'd Be Crazy (avec Lionel Ferro, Michael Ronda, Jorge López, Agustín Bernasconi & Gastón Vietto) - Siento - Camino (avec le cast de Soy Luna) | Soy Luna               |
| 2016  | - Vuelo (avec le cast de Soy Luna) - A Rodar Mi Vida (avec le cast de Soy Luna) - Nada ni Nadie - Qué Más Da (avec Karol Sevilla) - Eres (Radio Disney Vivo) (avec Karol Sevilla et Michael Ronda) - Alas (Radio Disney Vivo) (avec le cast de Soy Luna) | Música en Ti           |
| 2017  | - Valiente (avec le cast de Soy Luna) - Cuenta Conmigo (avec le cast de Soy Luna) - Vives en Mí (avec Karol Sevilla) - I've got a Feeling (avec le cast de Soy Luna) - Princesa - Footloose (avec le cast de Soy Luna) - Allá Voy - Stranger - Aquí Estoy (avec Agustín Bernasconi) - Siempre Juntos (avec le cast de Soy Luna) | La Vida es un Sueño    |
| 2018  | - Quedate (avec Karol Sevilla) - Quiero verte sonreír - Modo Amar (avec le cast de Soy Luna) - Tiempo de amor (avec Michael Ronda, Lionel Ferro, Gastón Vietto) - Despierta mi mundo (avec Karol Sevilla, Michael Ronda, Ana Jara Martinez, Chiara Parravicini, Malena Ratner, Katja Martinez) - Si lo sueñas claro (avec Karol Sevilla, Michael Ronda, Ana Jara Martinez, Chiara Parravicini, Malena Ratner, Katja Martinez, Lionel Ferro, Gastón Vietto, Carolina Kopelioff, Jandino) - Esta noche no paro - Nadie como tú (avec Michael Ronda, Lionel Ferro, Gastón Vietto, Jorge Lopez, Agustin Bernasconi) - Todo Puede Cambiar (avec le cast de Soy Luna) | Modo Amar              |
| 2019  | - Probablemente - No te Voy a Fallar - Apenas Son Las 12 (avec MYA) |                        |
| 2020  | - Puede - Bella - Por Eso Estoy Aquí (avec Tres Dedos) - Dos estraños - Mil razones | RUGGERO                |
| 2021  | - Usame (avec Dvicio) - Si Tú no estás - Dime - Tú conmigo - Gelato - Casualidad | RUGGERO                |

### Album studio
| Titre   | Détails                                   |
| ------- | ----------------------------------------- |
| RUGGERO | - Sortie : 29.04.2021 - Label: Sony Music |

## Prix et nominations
| Années | Cérémonie                     | Prix                     | Projet                                   | Resultat |
| ------ | ----------------------------- | ------------------------ | ---------------------------------------- | -------- |
| 2015   | Kids' Choice Awards Argentina | "Bombón"                 | Violetta                                 | Remporté |
| 2016   | Kids' Choice Awards Colombia  | Acteur favori            | Soy Luna                                 | Remporté |
| 2016   | Kids' Choice Awards Argentina | Acteur favori            | Soy Luna                                 | Remporté |
| 2016   | Kids' Choice Awards Argentina | Moment viral             | Ruggelaria (Ruggero & Candelaria)        | Remporté |
| 2017   | Kids' Choice Awards Colombia  | Acteur favori            | Soy Luna                                 | Remporté |
| 2017   | Tú Awards                     | #El chico sexy           | Soy Luna                                 | Nommé    |
| 2017   | Tú Awards                     | #La parejita más cute    | Ruggero Pasquarelli & Candelaria Molfese | Nommé    |
| 2018   | Kids' Choice Awards México    | Youtubeur musical favori | Youtube                                  | Remporté |